# Constituição da Austrália
A Constituição da Austrália é a lei suprema em que o governo australiano opera. É constituída por vários documentos, dos quais o mais importante é a Constituição da Comunidade da Austrália. A Constituição foi aprovada em referendos realizados durante 1898-1900 pelo povo das colônias australianas, e aprovado o projeto foi adotado como uma parte da Lei Constitucional da Comunidade da Austrália de 1900, um Ato do Parlamento do Reino Unido.
O Consentimento Real foi assinado pela Rainha Vitória em 9 de Julho de 1900, em que a Constituição tornou-se lei. A Constituição entrou em vigor em 1 de janeiro de 1901. Mesmo que a Constituição tenha originalmente recebido força de lei através de um ato do parlamento do Reino Unido, o Australia Act 1986 retirou o poder do parlamento do Reino Unido para mudar a Constituição, e só o povo australiano pode alterá-lo (através de referendos).
No sistema de direito comum da Austrália, o Tribunal Superior da Austrália e do Tribunal Federal da Austrália têm autoridade para interpretar as disposições constitucionais. Suas decisões determinam a interpretação e aplicação da Constituição.